# Charlotte Le Grix de La Salle
Charlotte Le Grix de La Salle, née le 23 juin 1973, est une journaliste et présentatrice de télévision française.

## Biographie
Charlotte Le Grix de La Salle est diplômée de l'Institut pratique de journalisme à Paris (promotion 1998). Elle commence sa carrière comme journaliste puis présentatrice des journaux sur la chaîne LCI.
En 2000, elle rejoint Canal+ pour prendre en charge les éditions d'information de l'émission Nulle part ailleurs du matin, aux côtés d'Alexandre Devoise. Après l'arrêt de l'émission en juin 2001, elle présente les journaux de Canal+ et les flash d'actualité d'I>Télévision, la chaîne d'information en continu du groupe Canal+. De 2002 à 2003, elle coprésente la matinale d'i>Télé, puis la mi-journée avec Olivier Benkemoun et à nouveau la matinale de janvier à juin 2004. En 2004/2005, elle présente les journaux du soir.
À partir de septembre 2005, Charlotte Le Grix de La Salle présente le journal du soir de Canal+ (par la suite renommé Le JT de Canal+) de 18 h 55 à 19 h 10 du lundi au vendredi, lequel précède Le Grand Journal de Michel Denisot. Parallèlement, elle présente d'avril à juin 2006 sur I>Télé, Engagés, une émission hebdomadaire consacré aux organisations non gouvernementales. À la rentrée de septembre 2006, Charlotte Le Grix de La Salle est reconduite à la présentation du journal du soir et elle présente également l'actualité dans l’émission En aparté de Pascale Clark programmée à midi sur Canal+. Cependant, l’émission Engagés ne sera pas reconduite dans la grille d'I>Télé en 2006. En octobre 2006, Samuel Étienne se voit confier provisoirement la présentation du journal du soir sur Canal+ du lundi au vendredi à 18 h 50. Charlotte Le Grix de La Salle se concentre sur le journal du midi avant d'être remplacée par Stéphanie Renouvin à partir du 22 janvier 2007 et de partir en congé maternité.
En septembre 2007, Charlotte Le Grix de La Salle succède à Florence Dauchez pour la présentation de + Clair, celle-ci reprenant Le JT de Canal+. En septembre 2009, + Clair est supprimé au profit de Pop Com, une émission sur la communication diffusée le dimanche soir. En juillet 2009, Charlotte Le Grix de La Salle met un terme à sa collaboration avec le groupe Canal+.
Déménageant à New York pour suivre son époux, elle devient pigiste et consultante. En novembre 2010, elle présente une soirée de documentaires, Crimes, justice et vidéo, sur la chaîne thématique 13e rue. En 2011, Charlotte Le Grix de La Salle est rédactrice en chef de France-Amérique, magazine mensuel et site d'information francophone basé à New York,.
À partir de mars 2012, elle présente chaque mois 21e Siècle, la version française du magazine de reportages produit par la télévision de l'Organisation des Nations unies (ONU), diffusée sur TV5 Monde.
Durant l'été 2017, elle intègre la rédaction de France 3 Paris Île-de-France pour animer la quotidienne régionale 9H50 le matin Paris-Île-de-France.

### Vie privée
Mariée en septembre 2005, Charlotte Le Grix de La Salle est la mère de deux garçons nés respectivement en 2007 et en 2010.

## Publication
Charlotte Le Grix de La Salle, New York l'essentiel, Vanves, Les Éditions nomades, 23 avril 2012, 159 p. (ISBN 979-10-90163-09-6, présentation en ligne)